# شرکت بی‌سیم گاز
شرکت بی‌سیم گاز،نام جدید شاندرمن محله روستایی در دهستان ساحلی جوکندان بخش جوکندان شهرستان تالش در استان گیلان ایران است.

## جمعیت
بر پایه سرشماری عمومی نفوس و مسکن در سال ۱۳۹۵، جمعیت این روستا برابر با ۳۴۱ نفر (۹۸ خانوار) بوده است.